# Schloss Baugé

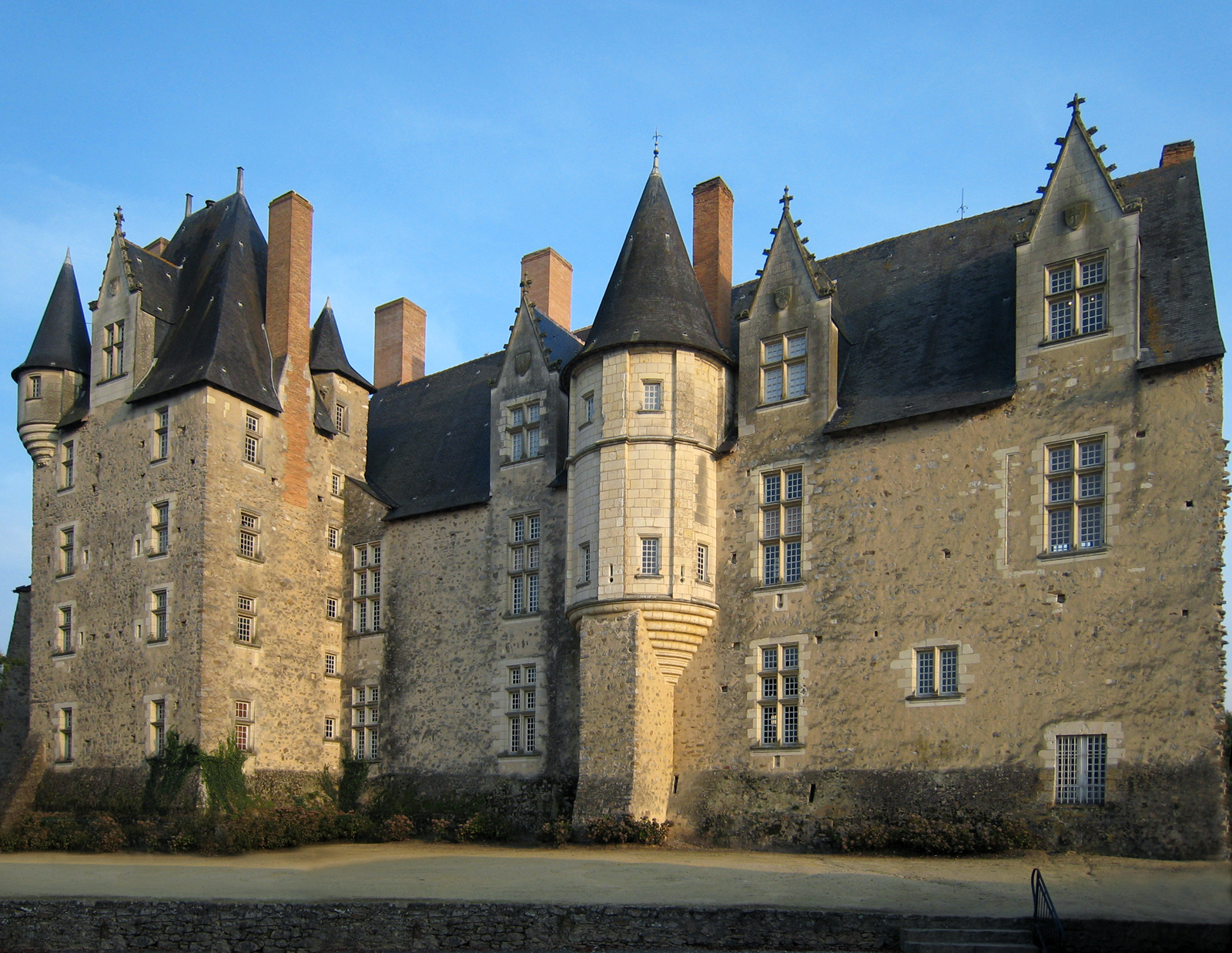
Schloss Baugé – Stadtseite mit Pavillon

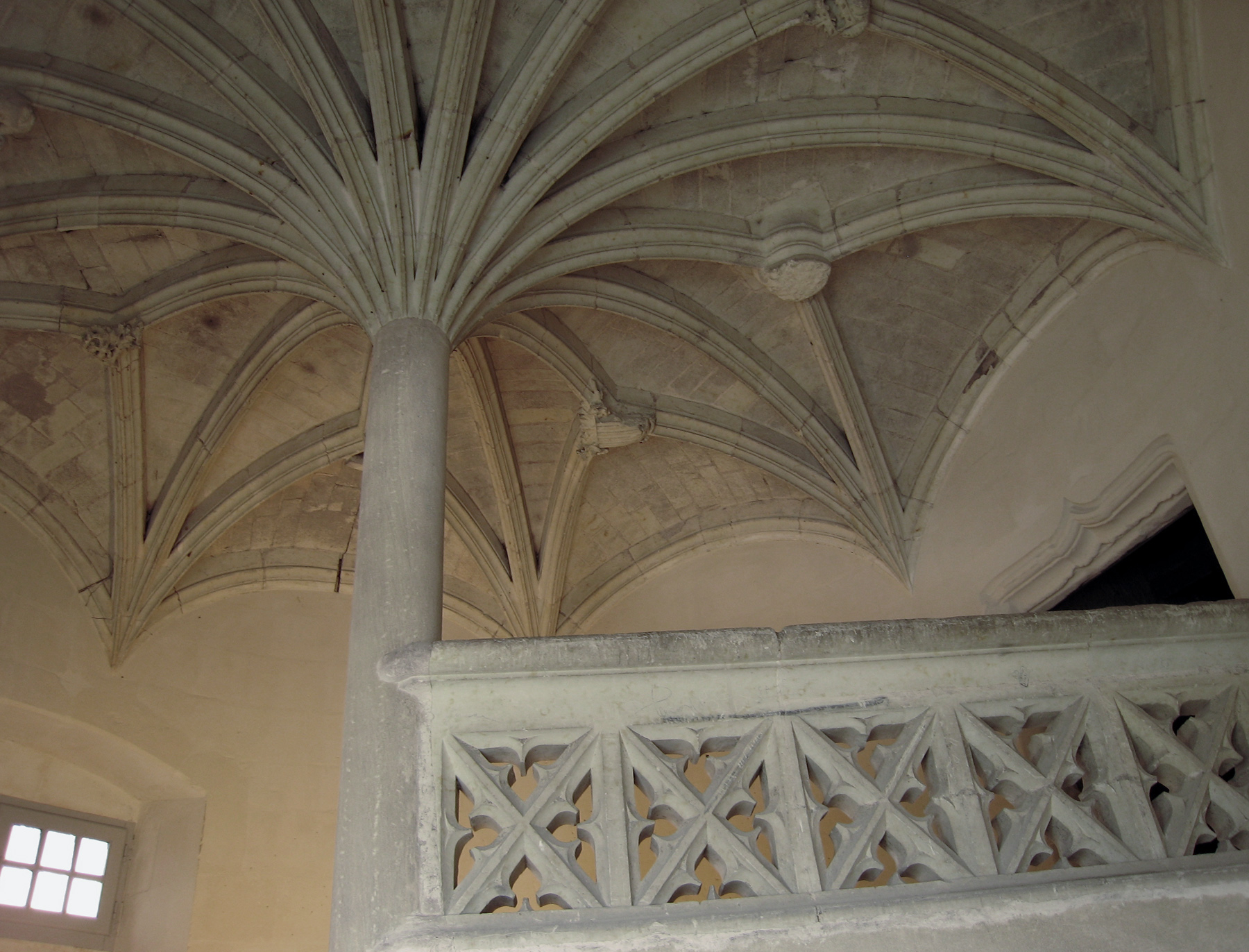
Gewölbe der großen Treppe

 Schloss Baugé ist ein zwischen 1454 und 1465 von René I., Graf von Anjou, errichtetes Jagdschloss. Es steht in der französischen Kleinstadt Baugé im Département Maine-et-Loire in der Region Pays de la Loire.
Im 11. Jahrhundert stand hier zwischen zwei Loirezuflüssen, nahe dem heutigen Dorf Vieil-Baugé, eine im Jahr 999 von den Herren von Saumur an strategisch günstiger Stelle errichtete Befestigung, um die sich allmählich eine Siedlung entwickelte. Rene d'Anjou, Cousin und Schwager Karls VII. ließ ab 1454 die von den Engländern 1436 zerstörte Burg von Guillaume Robin wieder aufbauen. Er und seine Mutter,  Yolande d'Aragon, hielten sich gern in dem von großen Wäldern umgebenen Jagdschloss auf. 1467 machte René das Schloss zu seiner Hauptresidenz. Doch schon 1471 musste er das Herzogtum, das König Ludwig XI. wieder an das Königreich angliedern wollte, endgültig verlassen.
Der Haupttrakt ist der einzige noch erhaltene Teil der Anlage, deren Ringmauer einst Höfe, Gärten und Nebengebäude umschloss. Die Hauptfassade mit den Treppentürmen blickt nach Südosten. Über einen der Treppentürme gelangt man in einen langgestreckten Bau mit mehreren Empfangsräumen. Abgeschlossen wird dieser Teil auf der Stadtseite von einem quadratischen Pavillon. Die an dessen Ende gelegenen Privatgemächer erreichte man über einen zweiten Treppenturm. Der rechte Flügel, in dem sich auch ein sehenswerter Gebetsraum befindet, beherbergt heute ein Museum, das alte Waffen, Rüstungen und Münzen zeigt.